# 류진 (배우)
류진(본명: 임유진, 1972년 11월 16일 ~ )은 대한민국의 배우이다. 그는 대한민국 해군 145기 하사로 복무하였다.

## 학력
- 서울잠일초등학교 (전학) → 서울신천초등학교 졸업
- 잠신중학교 졸업
- 잠실고등학교 졸업
- 경원대학교 관광경영학과 학사
- 경원대학교 대학원 호텔경영학과 중퇴

## 생애
1996년 서울방송(현 SBS) 공채 6기로 데뷔하였다. 1998년 서울방송(현 SBS)의 주말드라마 《로맨스》에 황수정 출연할 때까지는 본명 '임유진을 사용하다가, 한국방송공사의 주말드라마 1999년 《유정》에 출연하면서 류진이라는 예명을 사용하기 시작하였다.

## 결혼과 가족
류진은 2006년 10월 당시 승무원이었던 6살 연하 이혜선씨와 결혼식을 올렸다.
두 사람에게는 현재 장남 임찬형(2007년 출생), 차남 임찬호(2010년 출생) 두 아들이 있다.

## 출연작

### 드라마
- 1996년 SBS 주말극장  《부자유친》
- 1996년 SBS 주간시트콤 《LA아리랑》
- 1996년 SBS 미니시리즈 《8월의 신부》
- 1996년 SBS 미니시리즈 《형제의 강》
- 1997년 SBS 대하사극  《임꺽정》
- 1997년 SBS 주말특별기획드라마 《아름다운 그녀》
- 1997년 SBS 단막극 《SBS 70분드라마 - 나는 원한다》
- 1998년 SBS 일일시트콤 《순풍산부인과》
- 1998년 SBS 주말극장 《사랑해 사랑해》
- 1998년 SBS 주말극장 《로맨스》 ... 최승준 역
- 1998년 SBS 일일연속극 《7인의 신부》
- 1998년 SBS 일일연속극 《미우나 고우나》
- 1999년 KBS2 주말연속극 《유정》 ... 한재혁 역
- 1999년 MBC 일일시트콤 《남자 셋 여자 셋》
- 1999년 KBS1 일일연속극 《해뜨고 달뜨고》 ... 최지훈 역
- 2000년 MBC 주말연속극 《사랑은 아무나 하나》 ... 강인태 역
- 2000년 MBC 2부작특집극 《에어포스》 ... 장현우 역
- 2001년 KBS 미니시리즈 《비단향꽃무》 ... 김승조 역
- 2001년 KBS 미니시리즈 《순정》 ... 이찬석 역
- 2002년 KBS2 주말연속극 《내사랑 누굴까》 ... 김현식 역
- 2002년 MBC 미니시리즈 《삼총사》 ... 박준기 역
- 2003년 KBS2 미니시리즈 《여름향기》 ... 박정재 역
- 2004년 MBC 주말연속극 《장미의 전쟁》 ... 이재하 역
- 2004년 KBS2 미니시리즈 《오! 필승 봉순영》 ... 윤재웅 역
- 2005년 SBS 미니시리즈 《세잎클로버》 ... 류세형 역
- 2005년 SBS 대하드라마 《서동요》 ... 사택기루/김도함 역
- 2006년 MBC 주말연속극 《진짜 진짜 좋아해》 ... 장준원 역
- 2007년 KBS2 미니시리즈 《경성스캔들》 ... 이수현 역
- 2008년 KBS 주말연속극 《엄마가 뿔났다》 ... 이종원 역
- 2008년 MBC 미니시리즈 《종합병원 2》 ... 백현우 역
- 2009년 SBS 주말극장 《천만번 사랑해》 ... 백세훈 역
- 2010년 KBS2 미니시리즈 《국가가 부른다》 ... 한도훈 역
- 2011년 KBS2 미니시리즈 《동안미녀》 ... 지승일 역
- 2011년 MBC 주말연속극 《천 번의 입맞춤》 ... 장우진 역
- 2012년 MBC 일일시트콤 《스탠바이》 ... 류진행 역
- 2013년 KBS2 미니시리즈 《총리와 나》 ... 박준기 역
- 2014년 TV조선 금토드라마 《불꽃 속으로》 ... 신대철 역
- 2014년 SBS 일일드라마 《달려라 장미》 ... 장준혁 역
- 2017년 SBS 미니시리즈 《사랑의 온도》 ... 유홍진 역
- 2017년 웹드라마 《로맨스 특별법》 ... 이동훈 역
- 2020년 KBS2 주말연속극 《오! 삼광빌라!》 ... 손정후 역
- 2020년 KBS2 단막극 《KBS 드라마 스페셜 - 일의 기쁨과 슬픔》 ... 조운범 역
- 2021년 KBS1 일일연속극 《속아도 꿈결》 ... 금상백 역
- 2023년 KBS2 주말드라마 《진짜가 나타났다!》 ... 강대상 역

### 영화
- 1997년 《깊은 슬픔》 ... 오이수 역
- 2004년 《령》 ... 박준호 역
- 2007년 《파란 자전거》 ... 동규 담임 역

### 광고
- 2002년 모토로라
- 2003년 KTF 굿타임 찬스
- 2004년 Kbank
- 2008년 PCA생명 은퇴견적
- 2008년 뮤코펙트

## 방송
- 2013년 Olive 《계절의 식탁》 MC
- 2014년 MBC 《일밤 - 아빠! 어디가?》
- 2016년 KBS1 《다큐공감》 162회 : 우리가 처음이다. 테스트 파일럿 - 내레이션
- 2019년 MBN 《모던 패밀리》
- 2019년 KBS2 《신상출시 편스토랑》129회
- 2022년 tvN 《줄 서는 식당》 - 37회
- 2022년 JTBC 《딸도둑들》
- 2023년 KBS2 《옥탑방의 문제아들》220회

## 수상 및 후보
| 연도 | 시상식           | 부문                           | 작품                     | 결과 |
| ---- | ---------------- | ------------------------------ | ------------------------ | ---- |
| 1998 | SBS 연기대상     | 신인상                         | 《로맨스》               | 수상 |
| 1999 | KBS 연기대상     | 신인상                         | 《유정》                 | 수상 |
| 1999 | KBS 연기대상     | 포토제닉상                     | 《유정》                 | 수상 |
| 2001 | KBS 연기대상     | 인기상                         | 《비단향꽃무》, 《순정》 | 수상 |
| 2012 | MBC 방송연예대상 | 코미디/시트콤부문 인기상       | 스탠바이                 | 수상 |
| 2021 | KBS 연기대상     | 일일드라마부문 남자 우수연기상 | 속아도 꿈결              | 수상 |